# Iglesia Santa Cruz de Quercorb
La iglesia Santa Cruz de Quercorb —église Sainte-Croix de Quercorb en francés, Santa Creu de Quercorb en catalán— es una iglesia prerromànica situada en Fontanils, antigua comuna francesa anexada a Arles, en el departamento francés de los Pirineos Orientales, en el Vallespir. La iglesia y la parcela de terreno sobre la cual fue construida se encuentran protegidos bajo el título de monumentos históricos desde el año 1997.

## Arquitectura

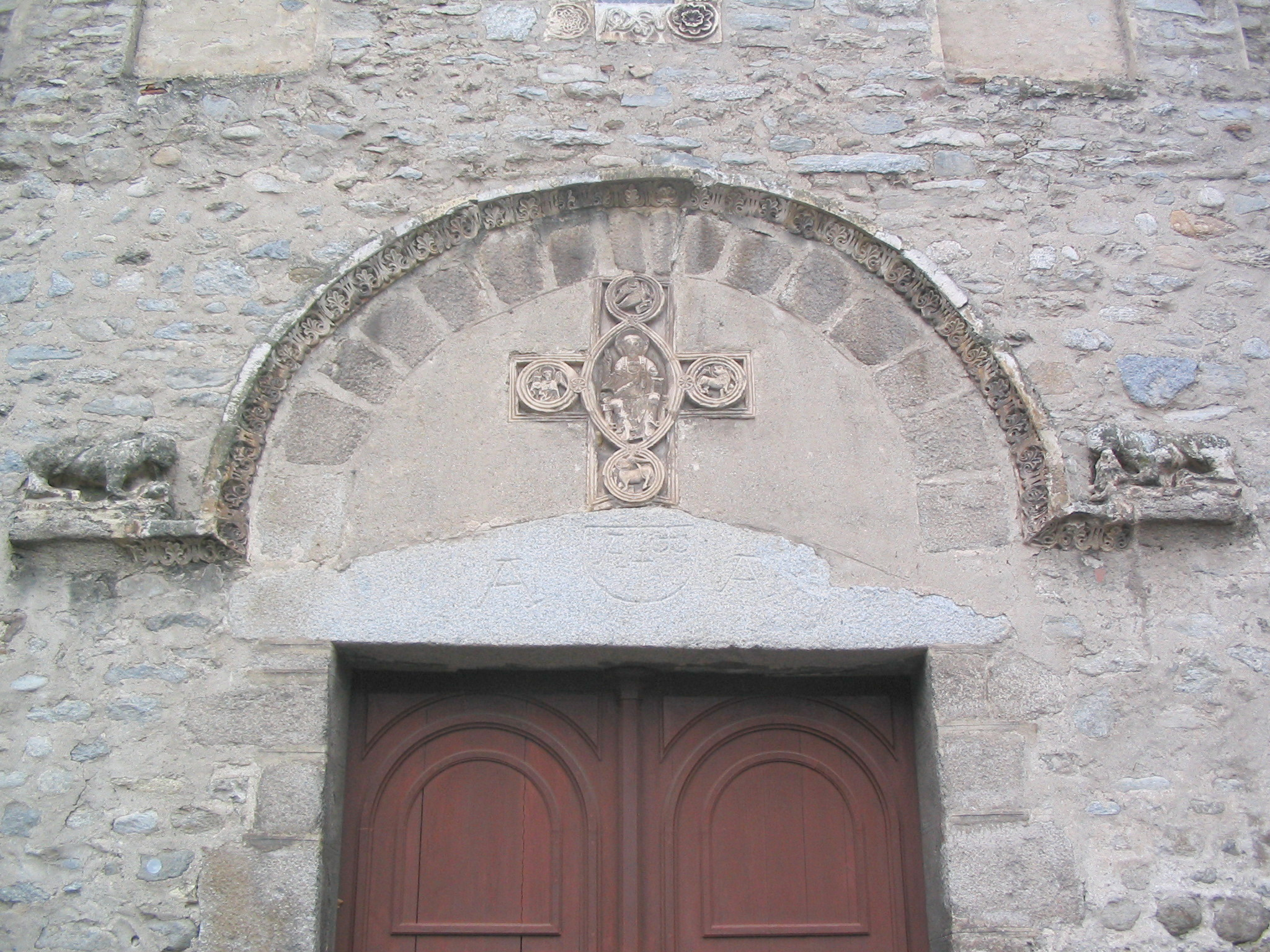
Tímpano de la iglesia.

La iglesia está formada por una única nave con una cabecera trapezoidal.